# Irena Nalepa
Irena Nalepa (ur. 24 listopada 1951 w Krakowie) – polska psychofarmakolożka, neurobiolożka, biochemiczka, profesor nauk medycznych, kierowniczka Zakładu Biochemii Mózgu i zastępca dyrektora do spraw ogólnych Instytutu Farmakologii PAN, zastępca przewodniczącej Komitetu Neurobiologii PAN, popularyzatorka nauki.

## Życiorys
Członek Komitetu Neurobiologii Polskiej Akademii Nauk, przewodnicząca Rady Naukowej czasopisma Wszechświat. Pełniła również funkcje sekretarza oraz wiceprezesa Polskiego Towarzystwa Badań Układu Nerwowego.
Ukończyła studia na Wydziale Biologii i Nauk o Ziemi Uniwersytetu Jagiellońskiego. Po studiach podjęła pracę w Instytucie Farmakologii PAN w Krakowie, gdzie początkowo prowadziła badania pod kierunkiem Jerzego Vetulaniego. Tytuł doktora nauk przyrodniczych uzyskała w 1980, zaś doktora habilitowanego w 1994 roku, na podstawie rozprawy Wpływ leków psychotropowych na interakcję kinazy C z systemami wtórnych przekaźników w korze mózgowej szczura. W 2004 roku uzyskała tytuł profesora. Została wybrana na zastępcę przewodniczącej Komitetu Neurobiologii PAN na kadencję 2020–2024.
Jest członkinią komitetu organizacyjnego Tygodnia Mózgu w Krakowie.